# 寇女魚
寇女魚為輻鰭魚綱仙女魚目合齒魚亞目仙女魚科的一種，發現於西南太平洋的澳洲海域，棲息深度可達100公尺，體長可達60公分，棲息在岩礁區及大陸棚。